# Mario Pérez (labdarúgó, 1927)
Mario Pérez, teljes nevén Mario Placencia Pérez, (1927. február 19. – 1985) mexikói válogatott labdarúgó, középpályás.

## Karrierje
Pályafutása alatt teljes egészében a Martéban játszott.
A mexikói válogatottal részt vett az 1950-es világbajnokságon.

## Külső hivatkozások
- Mario Pérez (labdarúgó, 1927) – a FIFA adatbázisában